# Papirus magdaleński
Papirus magdaleński (oznaczony jako {\displaystyle {\mathfrak {P}}^{64}}) – krótki fragment, wczesny rękopis Nowego Testamentu, który wraz z {\displaystyle {\mathfrak {P}}^{67}} stanowi części tej samej kartki. Prawdopodobnie również {\displaystyle {\mathfrak {P}}^{4}} tworzył z nimi ten sam rękopis. Są to trzy fragmenty greckiego rękopisu, przekazujące Ewangelię według Mateusza. Fragmenty przechowywane są w Magdalen College w Oksfordzie w Anglii. Papirus datowany jest na koniec II wieku lub początek III wieku n.e.

## Opis
Fragmenty należące do Papirusu magdaleńskiego zawierają tekst Mt 26,7-8.10.14-15.22-23.31-33. Rękopis reprezentuje aleksandryjską tradycję tekstualną. Jest bliższy dla Kodeksu Synajskiego niż dla Kodeksu Watykańskiego.
Papirus został zakupiony w 1901 roku w Luksorze w Egipcie przez anglikańskiego misjonarza Charlesa Bousfielda Huleatta (1863–1908), który zidentyfikował greckie fragmenty jako część Ewangelii Mateusza i zaprezentował na Uniwersytecie Oksfordzkim w Magdalen College, gdzie zostały skatalogowane jako P. Magdalen Greek 17 (Gregory-Aland P64) i stąd otrzymały swoją popularną nazwę.
Kiedy w 1953 roku zostały opublikowane przez Colina H. Robertsa oraz zilustrowane za pomocą fotografii, styl autora scharakteryzowany został jako wczesny poprzednik tzw. „uncjały biblijnej”, która zaczęła pojawiać się przed końcem II wieku n.e. Przejawem stylu uncjalnego były późniejsze biblijne Kodeks Watykański oraz Kodeks Synajski. Analiza paleograficzna ówczesnych papirologów ustaliła datę powstania manuskryptu na II wiek n.e. Papirusy nie były badane metodą radiowęglową ze względu na swój niewielki rozmiar i gramaturę.
Fragmenty spisane są obustronnie, co jest dowodem na to, że pochodzą z kodeksu, a nie zwoju. Dwa dalsze fragmenty, opublikowane w 1956 roku przez Ramona Roca-Puiga, skatalogowane jako P. Barc. Inv. 1 (Gregory-Aland P67) zostały określone przez Roca-Puiga oraz Robertsa jako pochodzące z tego samego kodeksu co magdaleńskie.
Również {\displaystyle {\mathfrak {P}}^{4}} zdaniem Philipa Comforta mógł pochodzić z tego samego rękopisu.

## Datowanie papirusu
Wielebny Charles Huleatt, ofiarodawca papirusu, wskazywał wstępnie datę jego powstania na III wiek. Arthur S. Hunt, papirolog, w 1901 roku wyznaczał datę powstania papirusu na III/IV wiek. Przesłanki: papirus pochodzi z kodeksu powstałego, który, jak zakładał Hunt, miał się pojawić w III/IV wieku.
Colin Roberts, papirolog, w publikacji z 1953 roku wyznaczał datę powstania papirusów magdaleńskiego (i barcelońskiego) na schyłek II wieku. Styl pisma kwalifikuje do tzw. „uncjały biblijnej”. Datowanie Robertsa opierało się na porównaniu papirusu magdaleńskiego do tekstów, których datacja jest tylko pośrednia: „fragment zapisu na skórze 4QLXXLeva z qumrańskiej Jaskini 4 dostarcza nam użytecznego przykładu pisma, które pozwala datować papirus magdaleński na połowę I wieku”.
Carsten Thiede, papirolog, w publikacji z 1996 roku wyznaczał datę powstania papirusu na I wiek (nie jest to pogląd powszechnie akceptowany). Przesłanki zmiany datacji papirusu oparte są na wykazaniu, iż:
- kodeksy (czyli książki) znane były już w I wieku, co wynika m.in. z epigramu Marcjalisa (Epigram 1,2) z 84-86 roku n.e.: „Jeśli zechcecie, udając się w drogę wziąć ze sobą moje książki ... te małe tomiki...”[11]. Początki kodeksu, jak podaje włoski papirolog Gallo, zostały przesunięte do I wieku n.e.[12];
- porównując rękopisy i styl ze zwojami i papirusami z Qumran, Nachal Chewer i Herkulanum, których czas powstania datuje się na I wiek, iż wykazują one datację papirusu magdaleńskiego na I wiek[13].

Badania Thiede’go zostały zanegowane zarówno przez paleografów, jak i krytyków tekstu NT. Peter M. Head wytknął Thiede’mu, że jego hipoteza opiera się zaledwie na podobieństwach niektórych liter (α, ε, ι, ο, ρ), podczas gdy inne litery są całkowicie niepodobne (zwłaszcza η).
Philip Comfort datuje rękopis na lata 150-175.
INTF datuje rękopis na lata 200-225.
Carsten Peter Thiede datował rękopis na lata 60 I wieku n.e.